# Таршино (Вологодская область)
Таршино — деревня в Грязовецком районе Вологодской области на реке Кундола.
Входит в состав Юровского муниципального образования, с точки зрения административно-территориального деления — в Минькинский сельсовет.
Расположена в 28 км к югу от областного центра — города Вологды. Находится на трассе районного значения Минькино — Грязовец. Расстояние до районного центра Грязовца по автодороге — 38 км, до центра муниципального образования Юрово по прямой — 12 км. Ближайшие населённые пункты — Минькино, Талица, Дор.
По переписи 2002 года население — 13 человек.